# Бобков, Алексей Дорофеевич
Алексе́й Дорофе́евич Бобко́в (март 1904 — 1 января 1968) — адвокат, председатель Московской старообрядческой общины Рогожского кладбища (1960—1968).
Принадлежал к старообрядческому роду. Его дед был старшим певчим на Рогожском кладбище, отец — бухгалтером на заводе, принадлежавшем купцам-старообрядцам Миловановым. Сын, Евгений Алексеевич, старообрядческий протоиерей. Внуки — Бобков Сергей Евгеньевич, Бобков Николай Евгеньевич, Бобков Глеб Евгеньевич — старообрядческие иереи.
Окончил факультет советского права Московского государственного университета (1928), работал в административном отделе Моссовета, на курсах «Выстрел», юрисконсультом. В 1930-е годы был осуждён по политическим обвинениям, три года находился в заключении. В 1942—1953 — адвокат Московской областной коллегии адвокатов, помогал верующим, в 1951 за независимую профессиональную позицию на год отстранялся от работы. Большое влияние на него оказал известный старообрядческий духовный писатель епископ Михаил (Семёнов), на могиле которого на Рогожском кладбище он поставил памятник.
С 1960 возглавлял Московскую старообрядческую общину, в 1961—1967 в этом качестве был участником соборов Русской православной старообрядческой церкви. Принимал участие в издании церковного календаря на 1963—1968 — единственного старообрядческого издания того времени. Собирал древние рукописи и литературу по истории старообрядчества, вёл переписку с известным археографом В. И. Малышевым.
Похоронен на Рогожском кладбище.